# Вязовское муниципальное образование (Базарно-Карабулакский район)
Вязовское сельское поселение — муниципальное образование в составе Базарно-Карабулакского района Саратовской области.
Административный центр — село Вязовка.
Законом Саратовской области от 20 апреля 2018 года № 36−ЗСО Вязовское и Старожуковское муниципальные образования преобразованы, путём их объединения, во вновь образованное муниципальное образование «Старожуковское муниципальное образование Базарно-Карабулакского муниципального района Саратовской области», наделённое статусом сельского поселения с административным центром в селе Старая Жуковка.

## Административное деление
На территории поселения находятся 1 населённый пункт — село Вязовка.